# Kleistpriset
Kleistpriset är ett tyskt litteraturpris. Priset instiftades ursprungligen 1911 av Fritz Engel, redaktör för Berliner Tageblatt, för att hedra författaren Heinrich von Kleist 100 år efter dennes död. Det blev med tiden det förnämaste litteraturpriset i Weimarrepubliken. Det lades ned 1933, efter nazisternas maktövertagande, då det i hög grad var finansierat av judar i Tyskland, särskilt genom S. Fischer Verlag. År 1985 återupptogs priset av Heinrich-von-Kleist-Gesellschaft som hade grundats 25 år tidigare. Sju nomineringar till priset utses varje år av en jury. Därefter utser en förtroendeman ensam en pristagare bland de nominerade.

## Pristagare 1912-1932
Följande tilldelades det ursprungliga Kleistpriset:
| År   | Mottagare                | Verk                                                    | Förtroendeman       |
| ---- | ------------------------ | ------------------------------------------------------- | ------------------- |
| 1912 | Hermann Burte            | Wiltfeber                                               | Richard Dehmel      |
| 1912 | Reinhard Sorge           | Der Bettler, eine dramatische Sendung                   | Richard Dehmel      |
| 1913 | Hermann Essig            | Der Held vom Wald                                       | Jakob Schaffner     |
| 1913 | Oskar Loerke             | Wanderschaft                                            | Jakob Schaffner     |
| 1914 | Hermann Essig            | Des Kaisers Soldaten                                    | Arthur Eloesser     |
| 1914 | Fritz von Unruh          | Louis Ferdinand Prinz von Preußen                       | Arthur Eloesser     |
| 1915 | Robert Michel            | Die Häuser an der Džamija                               | Paul Wiegler        |
| 1915 | Arnold Zweig             | Ritualmord in Ungarn                                    | Paul Wiegler        |
| 1916 | Heinrich Lersch          | Die große Schmiede                                      | Karl Strecker       |
| 1916 | Agnes Miegel             | Künstler                                                | Karl Strecker       |
| 1917 | Walter Hasenclever       | Antigone                                                | Bernhard Kellermann |
| 1918 | Leonhard Frank           | Der Mensch ist gut                                      | Heinrich Mann       |
| 1918 | Paul Zech                | An Heinrich von Kleist                                  | Heinrich Mann       |
| 1919 | Dietzenschmidt           | Christopher och König Tod                               | Franz Servaes       |
| 1919 | Kurt Heynicke            | Das namenlose Angesicht. Rhythmen aus Zeit und Ewigkeit | Franz Servaes       |
| 1920 | Hans Henny Jahnn         | Pastor Ephraim Magnus                                   | Oskar Loerke        |
| 1921 | Paul Gurk                | Thomas Münzer                                           | Julius Bab          |
| 1922 | Bertolt Brecht           | Trommeln in der Nacht, Baal och Im Dickicht             | Herbert Ihering     |
| 1923 | Wilhelm Lehmann          | Weingott                                                | Alfred Döblin       |
| 1923 | Robert Musil             | Die Schwärmer                                           | Alfred Döblin       |
| 1924 | Ernst Barlach            | Die Sündflut                                            | Fritz Strich        |
| 1925 | Carl Zuckmayer           | Der fröhliche Weinberg                                  | Paul Fechter        |
| 1926 | Alexander Lernet-Holenia | Österreichische Komödie, Ollapotrida och Demetrius      | Bernhard Diebold    |
| 1926 | Alfred Neumann           | Der Teufel                                              | Bernhard Diebold    |
| 1927 | Gerhard Menzel           | Tobboggan                                               | Monty Jacobs        |
| 1927 | Hans Meisel              | Torstenson                                              | Monty Jacobs        |
| 1928 | Anna Seghers             | Aufstand der Fischer von St. Barbara och Grubetsch      | Hans Henny Jahnn    |
| 1929 | Alfred Brust             | Die verlorene Erde                                      | Wilhelm von Scholz  |
| 1929 | Eduard Reinacher         | Der Bauernzorn                                          | Wilhelm von Scholz  |
| 1930 | Reinhard Goering         | Die Südpolexpedition des Kapitäns Scott                 | Ernst Heilborn      |
| 1931 | Ödön von Horváth         | Samlade dramatiska verk                                 | Carl Zuckmayer      |
| 1931 | Erik Reger               | Union der festen Hand                                   | Carl Zuckmayer      |
| 1932 | Richard Billinger        | Rauhnacht                                               | Erich Ziegel        |
| 1932 | Else Lasker-Schüler      | Samlade poetiska verk                                   | Erich Ziegel        |

## Pristagare sedan 1985
Följande har tilldelats det återlanserade Kleistpriset:
| År   | Mottagare              | Verk                                                                            | Förtroendeman            |
| ---- | ---------------------- | ------------------------------------------------------------------------------- | ------------------------ |
| 1985 | Alexander Kluge        | Die Macht der Gefühle                                                           | Helmut Heißenbüttel      |
| 1986 | Diana Kempff           | Der Wanderer                                                                    | Joachim Kaiser           |
| 1987 | Thomas Brasch          | Robert, ich, Fastnacht und die anderen                                          | Christa Wolf             |
| 1988 | Ulrich Horstmann       |                                                                                 | Günter Kunert            |
| 1989 | Ernst Augustin         | Der amerikanische Traum                                                         | Adolf Muschg             |
| 1990 | Heiner Müller          | Hamletmaschine                                                                  | Beatrice von Matt        |
| 1991 | Gastón Salvatore       | Lektionen der Finsternis                                                        | Hans Magnus Enzensberger |
| 1992 | Monika Maron           | Stille Zeile Sechs                                                              | Marcel Reich-Ranicki     |
| 1993 | Ernst Jandl            | Samlat livsverk                                                                 | Ulrich Weinzierl         |
| 1994 | Herta Müller           | Hjärtdjur (Herztier)                                                            | Walter Hinck             |
| 1996 | Hans Joachim Schädlich | Der Kuckuck und die Nachtigall                                                  | Ruth Klüger              |
| 1998 | Dirk von Petersdorff   | Wie es weitergeht och Zeitlösung                                                | Lars Gustafsson          |
| 2000 | Barbara Honigmann      | Alles, alles Liebe!                                                             | Luc Bondy                |
| 2001 | Judith Hermann         | Sommarhus, senare (Sommerhaus, später)                                          | Michael Naumann          |
| 2002 | Martin Mosebach        | Eine lange Nacht, Der Nebenfürst och Das Grab der Pulcinellen                   | Brigitte Kronauer        |
| 2003 | Albert Ostermaier      | Vatersprache                                                                    | Andrea Breth             |
| 2004 | Emine Sevgi Özdamar    | Sällsamma stjärnor stirrar mot jorden (Seltsame Sterne starren zur Erde)        | Hermann Beil             |
| 2005 | Gert Jonke             | Seltsame Sache och Die versunkene Kathedrale                                    | Jürgen Flimm             |
| 2006 | Daniel Kehlmann        | Jag och Kaminski (Ich und Kaminski) och Världens mått (Die Vermessung der Welt) | Uwe Wittstock            |
| 2007 | Wilhelm Genazino       | Mittelmäßiges Heimweh                                                           | Ulrich Matthes           |
| 2008 | Max Goldt              | Samlat livsverk                                                                 | Daniel Kehlmann          |
| 2009 | Arnold Stadler         | Einmal auf der Welt. Und dann so                                                | Péter Esterházy          |
| 2010 | Ferdinand von Schirach | Brott (Verbrechen)                                                              | Bernd Eilert             |
| 2011 | Sibylle Lewitscharoff  | Blumenberg                                                                      | Martin Mosebach          |
| 2012 | Navid Kermani          | Samlat livsverk                                                                 | Norbert Lammert          |
| 2013 | Katja Lange-Müller     | Samlat livsverk                                                                 | Nike Wagner              |
| 2014 | Marcel Beyer           | Samlat livsverk                                                                 | Hortensia Völckers       |
| 2015 | Monika Rinck           | Samlat livsverk                                                                 | Heinrich Detering        |
| 2016 | Yōko Tawada            |                                                                                 | Ulrike Ottinger          |
| 2017 | Ralf Rothmann          |                                                                                 | Hanns Zischler           |
| 2018 | Christoph Ransmayr     |                                                                                 | László F. Földényi       |
| 2019 | Ilma Rakusa            |                                                                                 | Yōko Tawada              |
| 2020 | Clemens J. Setz        |                                                                                 | Daniela Strigl           |